# Ribeira Brava

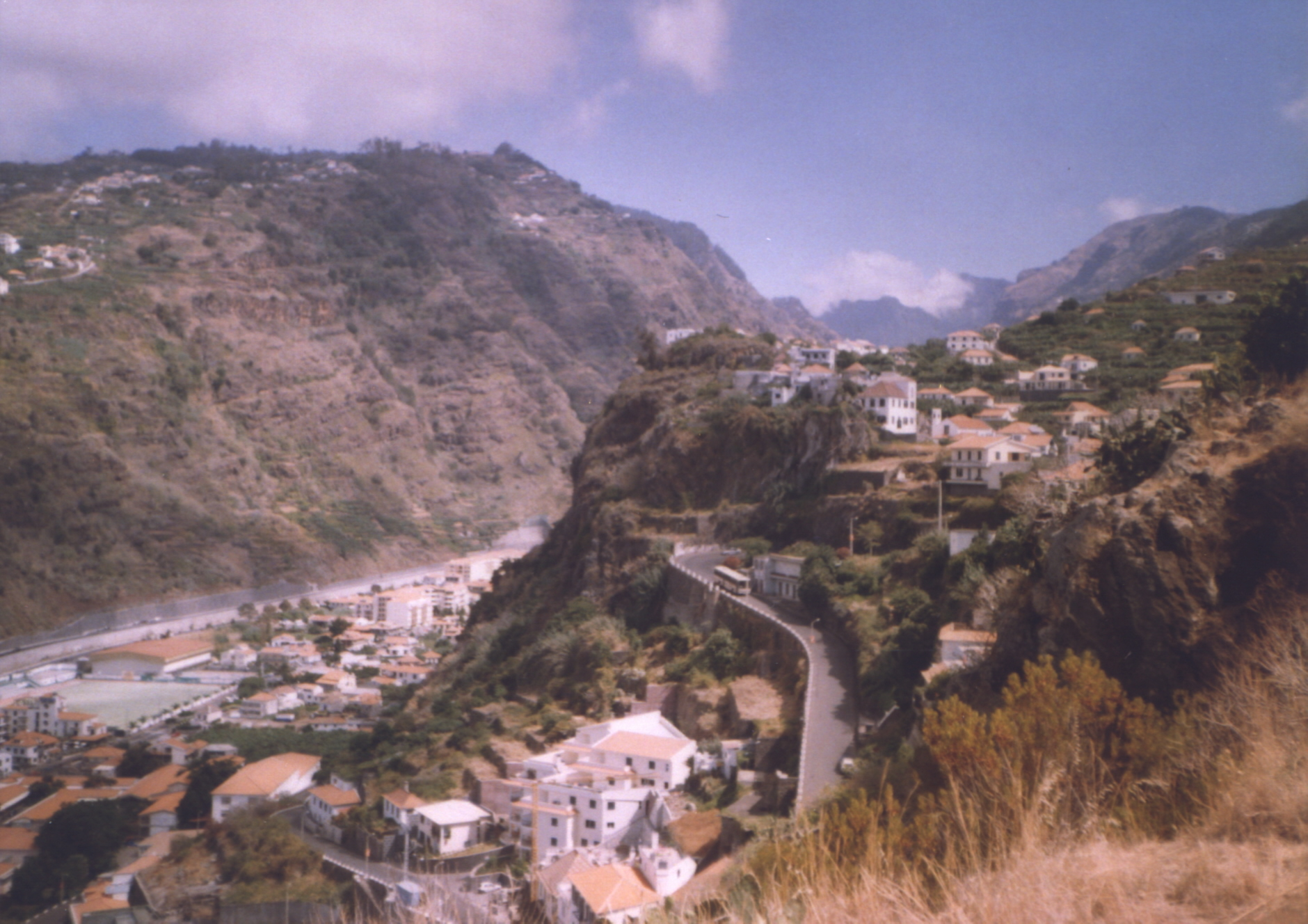
Město Ribeira Brava

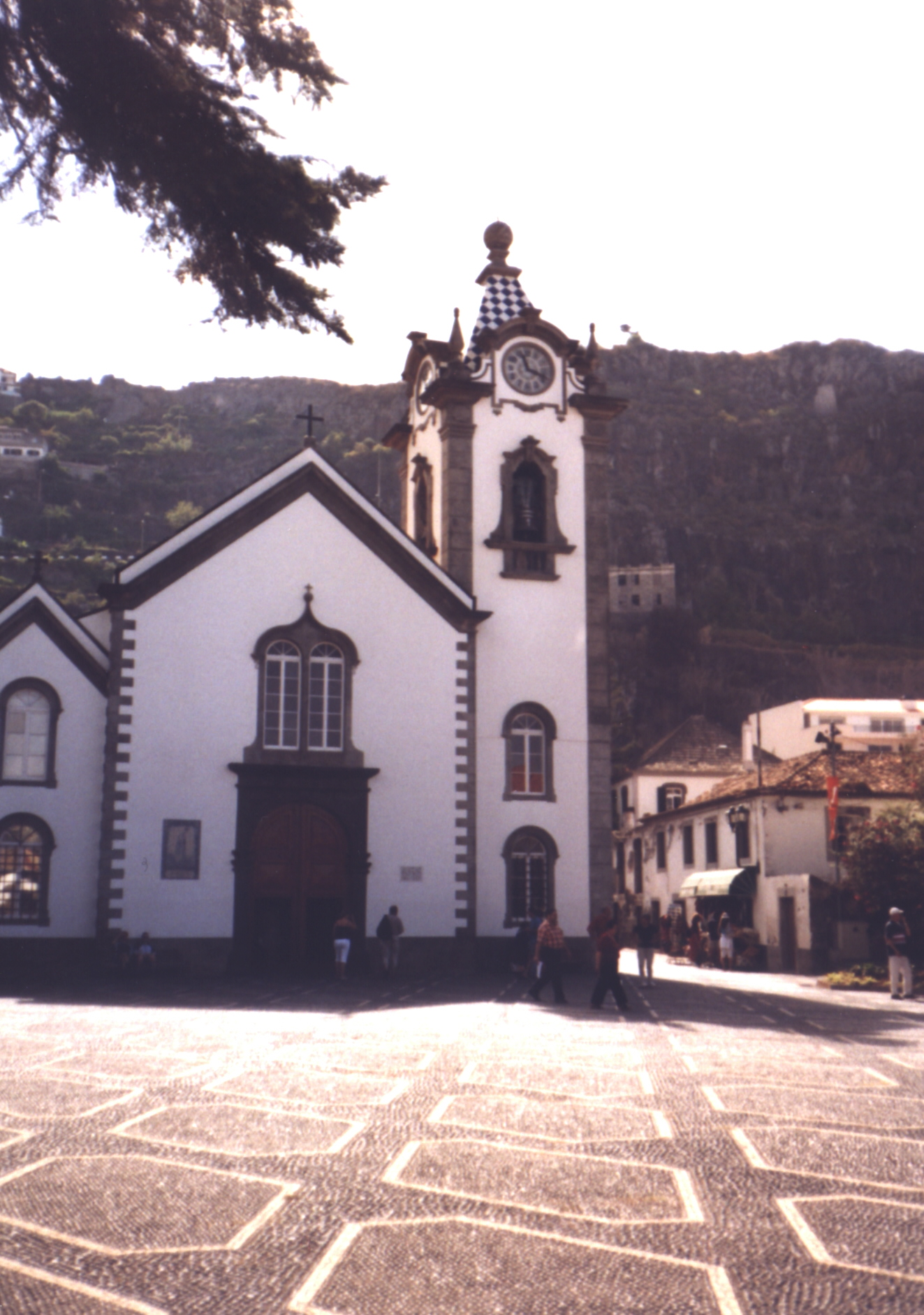
Kostel São Bento ze 16. století v Ribeira Brava

Ribeira Brava je okresní město v jižní oblasti portugalského ostrova Madeira. Je centrem stejnojmenného okresu zahrnujícího obce Ribeira Brava, Campanário, Tábua a Serra de Água.
Okresní město Ribeira Brava, dále Campanário i Tábua leží na úrovni oceánu, Serra de Água pak v nadmořské výšce kolem 600 m. 
Celý okres Ribeira Brava má 12 500 obyvatel (2004), na východě sousedí s okresem Câmara de Lobos. Okresní město (5500 obyvatel) leží asi 15 km západně od Funchalu a je situováno v ústí říčky Ribeira Brava (divoká řeka) do Atlantského oceánu. Tato říčka protéká od severu k jihu částí hlubokého údolí dělícího ostrov na dvě části. 
Z cesty vedoucí údolím na sever (do São Vicente) odbočuje v průsmyku Encumeada cesta na západ na náhorní plošinu Paul da Serra.
Obyvatelé celého okresu se živí převážně zemědělstvím, ve městě je také gymnázium.